# Путря Олександра Євгенівна
Олекса́ндра Євге́ніївна Пу́тря (нар. 2 грудня 1977, Полтава, УРСР, СРСР — пом. 24 січня 1989, Полтава, УРСР, СРСР) — українська (радянська) художниця, яка в дитячому віці створила велику кількість творів мистецтва, що згодом отримали широке висвітлення.

## Життєпис
Олександра Путря народилась 2 грудня 1977 року в Полтаві в родині художника Путрі Євгенія Васильовича та викладачки у музичному училищі Путрі Вікторії Леонідівни. В дитячому садку Олександра не навчалась, батько-митець надавав перевагу домашньому вихованню, хоча початково і не надавали особливого значення захопленням дочки. З юного віку Олександра захопилась культурою Індії.
Перші художні роботи Олександра Путря почала малювати в три роки.
У 5-річному віці Олександрі був поставлений діагноз — лейкемія. Від неї вона і померла в 11-річному віці.
Після смерті Саші Путрі виставки її малюнків експонувалися більше ніж в 50 країнах світу.

## Творчість
За життя Олександра створила 2279 робіт — 46 альбомів з малюнками, шаржами та віршами, чеканки, вишивки, дрібні вироби з пластиліну, саморобні шиті іграшки, вироби з намистин і кольорового каміння, випалювання по дереву.

## Вшанування пам'яті
В 1998 році Сашу нагороджено (посмертно) золотою медаллю Христа Спасителя «За життя гідне людини» та старовинною іконою в срібному окладі «Христос Вседержитель» (2001). Також, в 2001 році Президія всеіндійської дитячої фундації «Nehru Bal Samiti» присудила їй свою почесну міжнародну нагороду — національну премію «Каласарі Авангард».
З 1989 року відбулося понад сто персональних виставок Саші Путрі в багатьох країнах світу, про дівчинку був знято декілька документальних фільмів і написана документальна повість. На стіні дитсадка, де вона виховувалася, встановлена меморіальна дошка і відкритий музей. В Полтаві працює Дитяча художня галерея імені Саші, в якій за допомогою Фонда захисту і підтримки талановитих дітей проходять міжнародні конкурси дитячого малюнка.
У місті Полтава існує вулиця Саші Путрі.
У селищі Скороходове вулицю Радищева перейменували на вулицю Олександри Путрі.